# ویکتوریا، آرکانزاس
ویکتوریا (به انگلیسی: Victoria) یک شهر در ایالات متحده آمریکا است که در شهرستان میسیسیپی، آرکانزاس واقع شده‌است. ویکتوریا ۰٫۷۹ کیلومتر مربع مساحت و ۳۷ نفر جمعیت دارد و ۷۰ متر بالاتر از سطح دریا واقع شده‌است.